# 梅爾佐格
梅爾佐格（荷蘭語：Meerzorg）是蘇里南的城鎮，由科默韋訥區負責管轄，位於該國東北部蘇里南河東岸，距離首都巴拉馬利波2公里，海拔高度1米，2004年人口8,115。

## 外部連結
- Meerzorg-Paramaribo bridge （页面存档备份，存于） (Dutch)